# Augustin Ringeval
Augustin Ringeval (Aubigny-aux-Kaisnes, 13 aprile 1882 – Amélie-les-Bains, 5 luglio 1967) è stato un ciclista su strada francese.

## Biografia

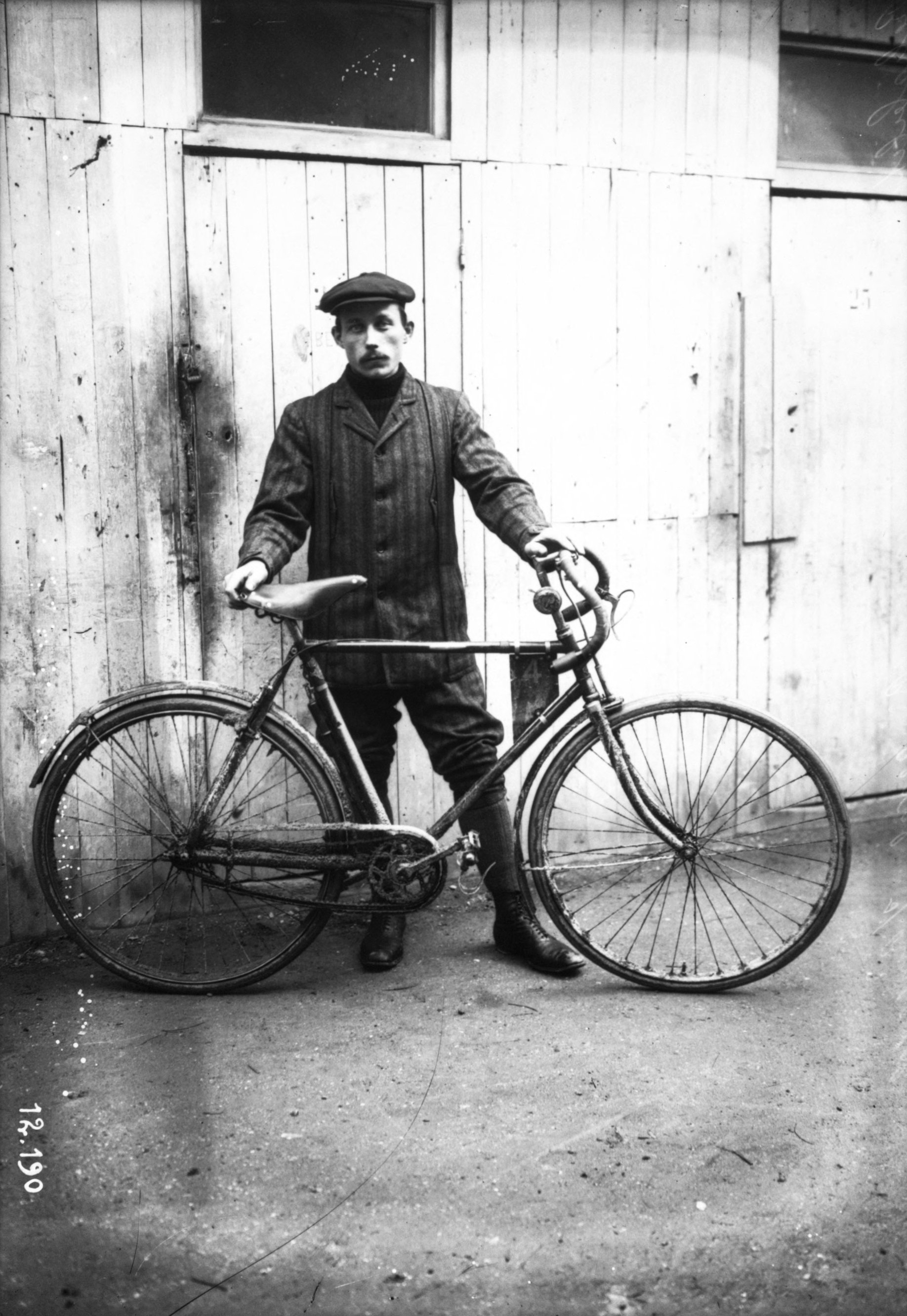
Augustin Ringeval nel 1910.

Fu ciclista professionista dal 1905 al 1913.

## Palmarès
- 1903
  - Parigi-Laon
- 1905
  - 2° alla Parigi-Valenciennes
  - 6° al Tour de France
- 1906
  - 2° alla Bordeaux-Parigi
- 1907
  - 5° alla Parigi-Roubaix
- 1908
  - 4° alla Milano-Sanremo
  - 5° alla Bordeaux-Parigi
  - 5° alla Parigi-Bruxelles
- 1910
  - 4° alla Bordeaux-Parigi

## Risultati al Tour de France
- 1905: 6º assoluto
- 1906: ritirato alla 7ª tappa
- 1907: 8º assoluto
- 1908: ritirato alla 4ª tappa
- 1909: ritirato alla 12ª tappa
- 1910: 19º assoluto
- 1912: 30º assoluto
- 1913: ritirato alla 2ª tappa